# Eurowings Discover
Eurowings Discover là một hãng hàng không của Đức có trụ sở tại Frankfurt. Hãng thuộc sở hữu của Tập đoàn Lufthansa và phục vụ các điểm đến giải trí quanh Địa Trung Hải, Bắc Mỹ và Caribe từ các trụ sở của hãng tại Sân bay Frankfurt và Sân bay Munich.

## Lịch sử
Eurowings Discover bắt đầu hoạt động vào ngày 24 tháng 7 năm 2021, bay từ Frankfurt đến Mombasa và Zanzibar bằng A330, đã có chứng chỉ khai thác máy bay. Hãng được coi là đối thủ cạnh tranh chính của hãng vận tải giải trí Đức Condor phục vụ một số tuyến đường mà Eurowings Discover cũng đang có.
Hãng đã mở rộng mạng lưới của mình đến Punta Cana, Windhoek và Thác Victoria. Cuối năm 2021, Eurowings Discover đã được bổ sung các chuyến bay đến Las Vegas, Mauritius, Bridgetown, Vịnh Montego, Varadero, Quần đảo Canary, Ai Cập và Maroc. Đội bay dự kiến sẽ tăng lên 10 chiếc A320 và 11 chiếc A330 vào giữa năm 2022.
Vào tháng 9 năm 2021, Lufthansa thông báo sẽ chuyển trách nhiệm đối với một số tuyến đường giải trí tầm trung sang Eurowings Discover. Hãng đặt ba chiếc Airbus A320-200 tại Frankfurt phục vụ năm điểm đến trên Quần đảo Canary vào cuối năm 2021.
Vào mùa hè năm 2022, Eurowings Discover thành lập cơ sở hoạt động thứ hai tại Sân bay Munich, tập trung vào các hoạt động đường ngắn quanh Địa Trung Hải.
Vào tháng 9 năm 2022, Lufthansa đã chuyển một số tuyến đường riêng của mình đến Canada sang Eurowings Discover cho mùa đông sắp tới. Vào cuối năm 2022, Eurowings Discover tuyên bố sẽ tập trung các hoạt động đường dài tại Sân bay Frankfurt, chấm dứt các dịch vụ tại Bắc Mỹ và Caribe của họ từ Sân bay Munich. Trước đó, các chuyến bay đã bị đình chỉ khi hãng tiếp quản các tuyến Bắc Mỹ tại Sân bay Frankfurt từ công ty mẹ Lufthansa do thiếu nhân viên.

## Điểm đến
| Đất nước          | Thành phố            | Sân bay                                   | Ghi chú                            | Nguồn  |
| ----------------- | -------------------- | ----------------------------------------- | ---------------------------------- | ------ |
| Barbados          | Bridgetown           | Sân bay quốc tế Grantley Adams            | Đã ngưng                           | [ 13 ] |
| Bulgaria          | Varna                | Sân bay Varna                             |                                    | [ 14 ] |
| Canada            | Calgary              | Sân bay quốc tế Calgary                   |                                    | [ 13 ] |
| Canada            | Halifax              | Sân bay quốc tế Halifax Stanfield         |                                    | [ 13 ] |
| Canada            | Montreal             | Sân bay quốc tế Montréal–Trudeau          | Đã ngưng                           | [ 13 ] |
| Canada            | Toronto              | Sân bay quốc tế Toronto Pearson           | Ngưng vào ngày 25 tháng 3 năm 2023 | [ 13 ] |
| Canada            | Vancouver            | Sân bay quốc tế Vancouver                 | Ngưng vào ngày 25 tháng 3 năm 2023 | [ 13 ] |
| Croatia           | Dubrovnik            | Sân bay Dubrovnik                         | Theo mùa                           | [ 13 ] |
| Cuba              | Varadero             | Sân bay Juan Gualberto Gómez              | Đã ngưng                           | [ 13 ] |
| Cộng hòa Dominica | Puerto Plata         | Sân bay quốc tế Gregorio Luperón          | Đã ngưng                           | [ 13 ] |
| Cộng hòa Dominica | Punta Cana           | Sân bay quốc tế Punta Cana                |                                    | [ 15 ] |
| Ai Cập            | Hurghada             | Sân bay quốc tế Hurghada                  |                                    | [ 14 ] |
| Ai Cập            | Marsa Alam           | Sân bay quốc tế Marsa Alam                |                                    | [ 14 ] |
| Đức               | Frankfurt            | Sân bay Frankfurt                         | Trụ sở chính                       | [ 15 ] |
| Đức               | Munich               | Sân bay Munich                            | Trụ sở chính                       | [ 14 ] |
| Hy Lạp            | Chania               | Sân bay quốc tế Chania                    |                                    | [ 14 ] |
| Hy Lạp            | Corfu                | Sân bay quốc tế Corfu                     |                                    | [ 14 ] |
| Hy Lạp            | Heraklion            | Sân bay quốc tế Heraklion                 |                                    | [ 14 ] |
| Hy Lạp            | Kavala               | Sân bay quốc tế Kavala                    |                                    | [ 14 ] |
| Hy Lạp            | Kos                  | Sân bay quốc tế Kos                       |                                    | [ 14 ] |
| Hy Lạp            | Mykonos              | Sân bay Mykonos                           |                                    | [ 14 ] |
| Hy Lạp            | Preveza              | Sân bay quốc gia Aktion                   |                                    | [ 14 ] |
| Hy Lạp            | Rhodes               | Sân bay quốc tế Rhodes                    |                                    | [ 14 ] |
| Hy Lạp            | Samos                | Sân bay quốc tế Samos                     |                                    | [ 14 ] |
| Hy Lạp            | Santorini            | Sân bay quốc tế Santorini (Thira)         |                                    | [ 14 ] |
| Hy Lạp            | Skiathos             | Sân bay quốc tế Skiathos                  |                                    | [ 14 ] |
| Hy Lạp            | Zakynthos            | Sân bay quốc tế Zakynthos                 |                                    | [ 14 ] |
| Ý                 | Bari                 | Sân bay Bari Karol Wojtyła                |                                    | [ 14 ] |
| Ý                 | Lamezia Terme        | Sân bay quốc tế Lamezia Terme             |                                    | [ 14 ] |
| Jamaica           | Montego Bay          | Sân bay quốc tế Sangster                  | Đã ngưng                           | [ 13 ] |
| Kenya             | Mombasa              | Sân bay quốc tế Moi                       |                                    | [ 15 ] |
| Mauritius         | Port Louis           | Sân bay quốc tế Sir Seewoosagur Ramgoolam |                                    | [ 15 ] |
| Maldives          | Malé                 | Sân bay quốc tế Velana                    | Đã ngưng                           | [ 15 ] |
| Mexico            | Cancún               | Sân bay quốc tế Cancún                    |                                    | [ 13 ] |
| Morocco           | Agadir               | Sân bay Agadir–Al Massira                 |                                    | [ 13 ] |
| Morocco           | Marrakesh            | Sân bay Marrakesh Menara                  |                                    | [ 14 ] |
| Namibia           | Windhoek             | Sân bay quốc tế Velana Hosea Kutako       |                                    | [ 15 ] |
| Bồ Đào Nha        | Funchal              | Sân bay quốc tế Velana Cristiano Ronaldo  |                                    | [ 14 ] |
| Bồ Đào Nha        | Porto Santo          | Sân bay Porto Santo                       |                                    | [ 14 ] |
| Panama            | Thành phố Panama     | Sân bay quốc tế Tocumen                   |                                    | [ 16 ] |
| Nam Phi           | Mbombela             | Sân bay quốc tế Kruger Mpumalanga         |                                    | [ 17 ] |
| Tây Ban Nha       | Fuerteventura        | Sân bay Fuerteventura                     |                                    | [ 14 ] |
| Tây Ban Nha       | Gran Canaria         | Sân bay Gran Canaria                      |                                    | [ 14 ] |
| Tây Ban Nha       | Ibiza                | Sân bay Ibiza                             |                                    | [ 14 ] |
| Tây Ban Nha       | Jerez de la Frontera | Sân bay Jerez                             |                                    | [ 14 ] |
| Tây Ban Nha       | Lanzarote            | Sân bay Lanzarote                         |                                    | [ 14 ] |
| Tây Ban Nha       | Palma de Mallorca    | Sân bay Palma de Mallorca                 |                                    | [ 14 ] |
| Tây Ban Nha       | Tenerife             | Sân bay Nam Tenerife                      |                                    | [ 14 ] |
| Tanzania          | Kilimanjaro          | Sân bay quốc tế Kilimanjaro               |                                    | [ 13 ] |
| Tanzania          | Zanzibar             | Sân bay quốc tế Abeid Amani Karume        |                                    | [ 15 ] |
| Turkey            | Antalya              | Sân bay Antalya                           |                                    | [ 14 ] |
| Turkey            | Bodrum               | Sân bay Milas–Bodrum                      |                                    | [ 14 ] |
| Tunisia           | Djerba               | Sân bay quốc tế Djerba–Zarzis             |                                    | [ 14 ] |
| Hoa Kỳ            | Anchorage            | Sân bay quốc tế Ted Stevens Anchorage     |                                    | [ 13 ] |
| Hoa Kỳ            | Fort Myers           | Sân bay quốc tế Southwest Florida         |                                    | [ 13 ] |
| Hoa Kỳ            | Las Vegas            | Sân bay quốc tế Harry Reid                |                                    | [ 15 ] |
| Hoa Kỳ            | Thành phố Salt Lake  | Sân bay quốc tế Salt Lake City            |                                    | [ 13 ] |
| Hoa Kỳ            | Tampa                | Sân bay quốc tế Tampa                     |                                    | [ 13 ] |
| Zimbabwe          | Thác Victoria        | Sân bay quốc tế Victoria Falls            |                                    | [ 13 ] |

## Hạm đội

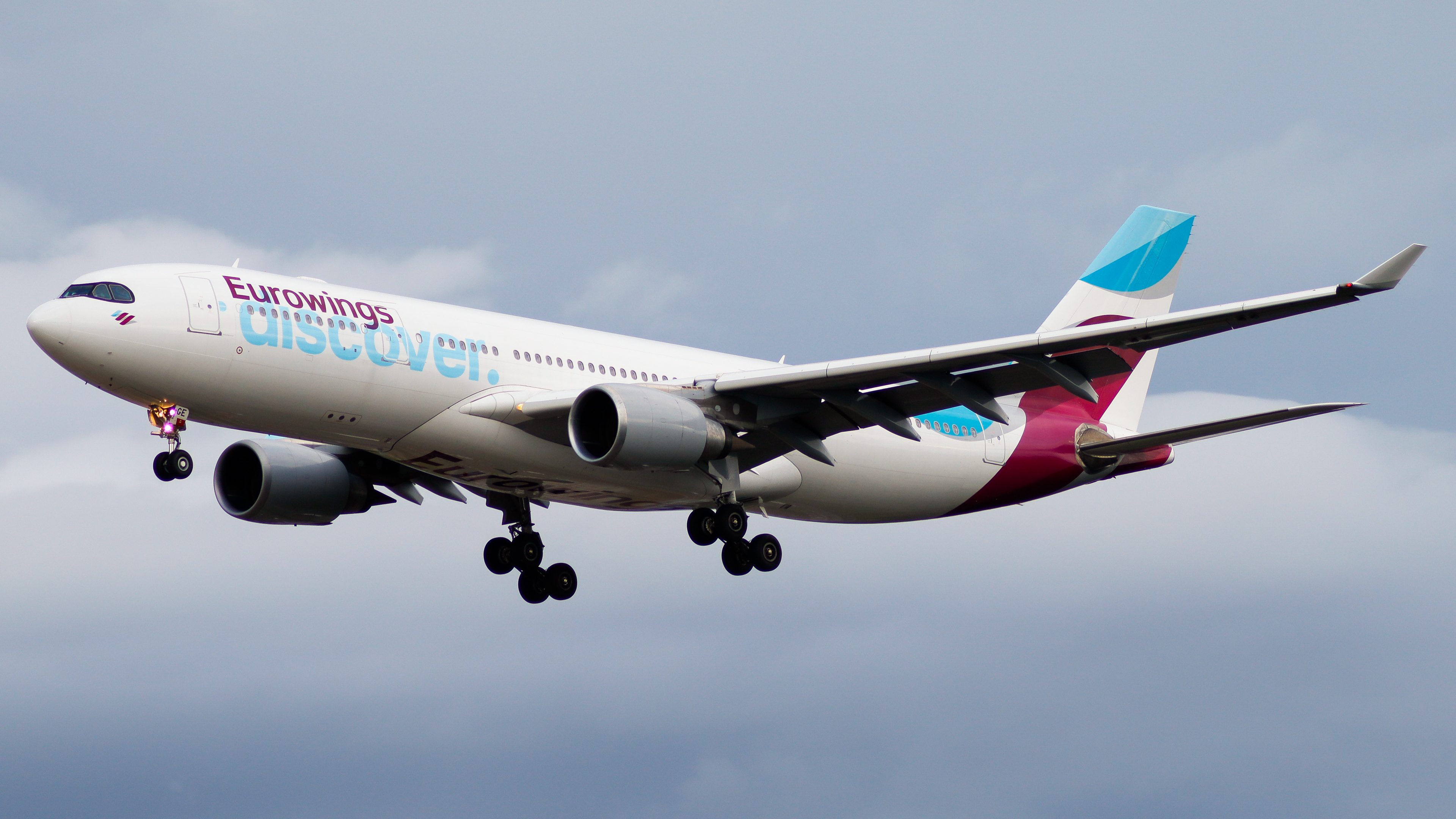
Airbus A330-200 của Eurowings Discover

Kể từ tháng 1 năm 2023, Eurowings Discover vận hành các loại máy bay sau:
| Máy bay         | Đang phục vụ | Đơn hàng | Chở khách | Chở khách | Chở khách | Chở khách | Ghi chú                                                      |
| Máy bay         | Đang phục vụ | Đơn hàng | C         | W         | Y         | Tổng      | Ghi chú                                                      |
| --------------- | ------------ | -------- | --------- | --------- | --------- | --------- | ------------------------------------------------------------ |
| Airbus A320-200 | 9            | 1        | —         | —         | 180       | 180       | Nhận được từ Lufthansa.                                      |
| Airbus A330-200 | 3            | —        | 22        | 17        | 231       | 270       | Nhận được từ SunExpress Deutschland sau sự sụp đổ của nó.    |
| Airbus A330-300 | 9            | —        | 30        | 28        | 225       | 283       | Nhận được từ Lufthansa, Brussels Airlines and Edelweiss Air. |
| Tổng            | 21           | 1        |           |           |           |           |                                                              |